# Ulja
Ulja (rusky Улья) je řeka v Chabarovském kraji v Rusku. Je dlouhá 325 km. Plocha povodí měří 15 500 km².

## Průběh toku
Pramení na horském hřbetu Džugdžur a teče v hluboké dolině mezi tímto hřbetem a hřbetem Uljinským. Ústí do Ochotského moře.

## Vodní režim
Zdrojem vody jsou sněhové a dešťové srážky. Zamrzá na konci října až na začátku listopadu a rozmrzá v květnu.

## Využití
Řeka je místem tření lososů.